# USS Yorktown (CG-48)
Pour les autres navires du même nom, voir USS Yorktown.
L'USS Yorktown (DDG-48/CG-48) est un croiseur lance-missiles de la classe Ticonderoga construit pour l'US Navy.

## Historique
Le Yorktown est lancé le 17 janvier 1983 et parrainé par Mme Mary Matthews, veuve de Nick Matthews, un citoyen éminent de Yorktown, en Virginie. Cinquième navire américain nommé d'après cette ville de Virginie, il est mis en service le 4 juillet 1984, conçu pour tirer parti de la technologie américaine Aegis. Parmi ses différents systèmes d'armes figurent des missiles sol-air, des missiles anti-navires/anti-sous-marins, des tubes lance-torpilles et un canon monté. Son premier déploiement se déroule d'août 1985 à avril 1986 et implique, entre autres, le détournement du navire Achille Lauro, deux excursions en mer Noire (en 1986 et 1988) et trois opérations au large des côtes libyennes : El Dorado Canyon, Prairie Fire et Attain Document.

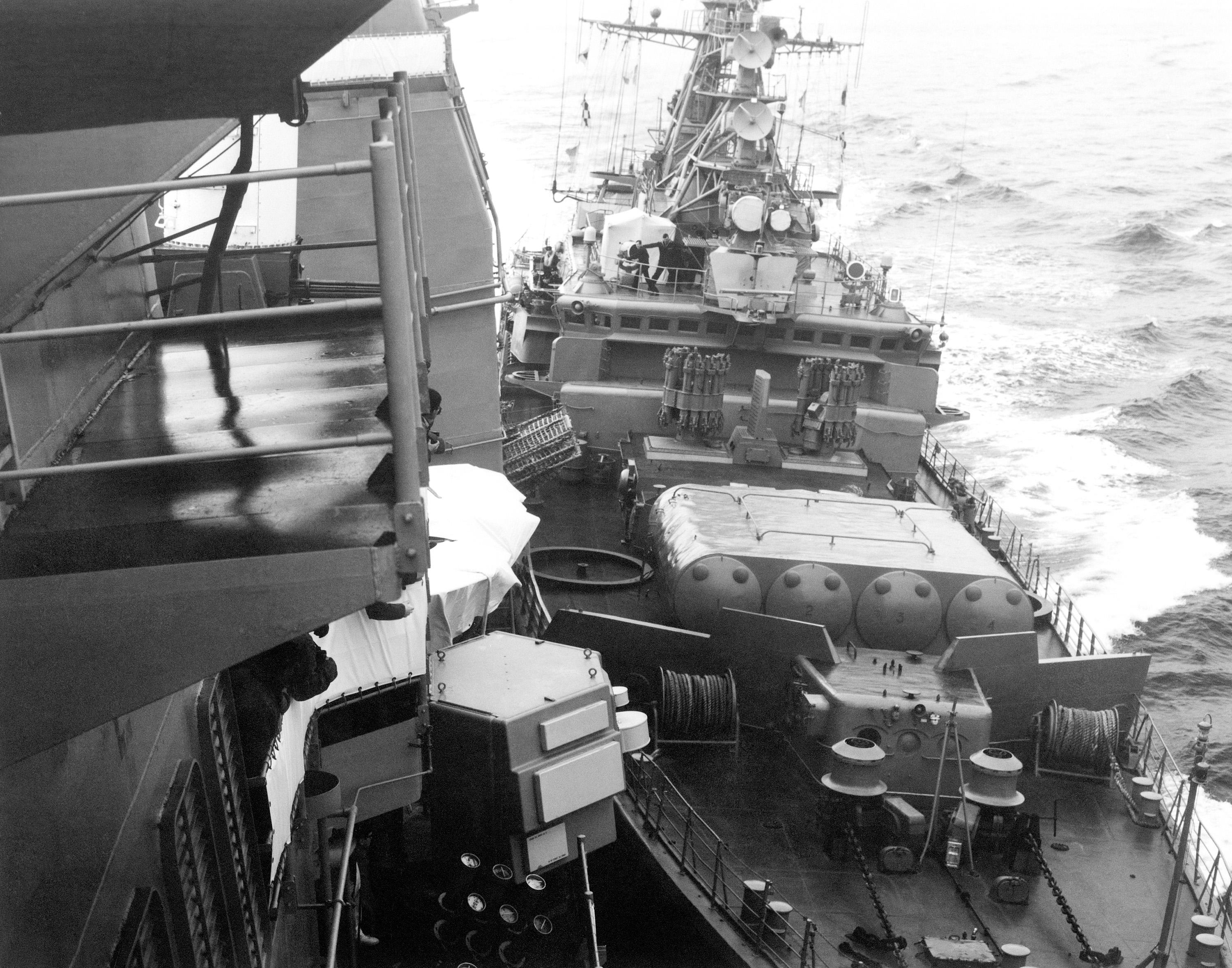
La frégate soviétique Bezzavetny a intentionnellement foncé sur le Yorktown en 1988.

Au cours de son second déploiement de septembre 1987 à mars 1988, le Yorktown participe à de nombreux exercices américains et de l'OTAN, ainsi qu'à des exercices multinationaux avec le Maroc, la France, l'Allemagne de l'Ouest, la Tunisie et la Turquie. C'est lors de ce déploiement en Méditerranée que Yorktown a acquis une renommée mondiale grâce aux opérations menées en mer Noire dans le cadre du programme de liberté de navigation. Le 12 février 1988, alors que Yorktown exerce son « droit de passage inoffensif » dans les eaux territoriales soviétiques, la frégate soviétique Bezzavetny (russe : Беззаветный) est entrée intentionnellement en collision avec le Yorktown dans le but de le repousser en dehors des eaux territoriales soviétiques. Le secrétaire adjoint à la Défense chargé des affaires de sécurité internationale de l'époque, Richard L. Armitage, reconnut que ce transit ne fut pas nécessaire sur le plan opérationnel, mais affirma qu'il s'agit toujours d'un passage sans mauvaises intentions et valable au regard du droit international.
Le Yorktown mène ses troisième et quatrième déploiements en Méditerranée alors que le monde assiste à la fin de la guerre froide et à la victoire de la coalition dans l'opération Desert Storm. Au cours du dernier de ces deux déploiements, le Yorktown participe aux premiers exercices militaires américains avec les marines roumaine et bulgare et joue un rôle clé dans l'opération Provide Comfort, qui fournit une aide humanitaire et la sécurité des réfugiés kurdes dans le nord de l'Irak. À l'été 1992, le Yorktown participe au BALTOPS '92. Au cours de cette croisière, le Yorktown effectue une escale à Severomorsk, en Russie, devenant ainsi le premier navire américain à visiter ce port depuis la fin de la Seconde Guerre mondiale.
Le Yorktown opère dans l'océan Atlantique à l'été 1993, où il sert de vaisseau amiral au commandant du groupe opérationnel 4.1 lors d'opérations antidrogue dans les Caraïbes en mai-juillet 1993. En août 1993, le Yorktown participe à l'exercice militaire conjoint Solid Stance dans l'Atlantique Nord. Ses opérations jusqu'à la fin de 1993 comprennent une excursion d'octobre à novembre dans les Caraïbes pour soutenir l'embargo des Nations Unies sur Haïti.
En août 1994, le Yorktown met le cap en Méditerranée, plus précisément en mer Adriatique en tant que vaisseau amiral du commandant de la force navale permanente de l'Atlantique, en soutien à l'embargo des Nations Unies sur la république fédérale de Yougoslavie. Au cours de ce déploiement de six mois, Yorktown sert en tant que commandant de la guerre aérienne pour la mer Adriatique, participant à une force opérationnelle conjointe composée de navires des États-Unis et de huit pays européens. En mai-juin 1995, Yorktown se dirige vers le sud pour servir en tant que navire amiral de la guerre aérienne pour la mer des Caraïbes à l'appui des opérations de lutte contre les stupéfiants.
En septembre 1996, son nouveau port d'attache se situe à la base navale de Pascagoula, au Mississippi.
En mai 1997, le Yorktown achève un déploiement antidrogue de cinq mois dans les Caraïbes, suivi de tests avec le George Washington et le Cruiser-Destroyer Group 2 qui l'accompagne.
Le 21 septembre 1997, une division par zéro à bord du Remote Data Base Manager de l'USS Yorktown fit tomber toutes les machines du réseau, provoquant la panne du système de propulsion du navire,.
Le 25 septembre 1999, le Yorktown appareille de Pascagoula pour un déploiement de quatre mois pour la lutte contre les stupéfiants dans les Caraïbes. Avant de commencer sa patrouille, le croiseur embarque des membres du personnel du commandant de la seconde flotte. Le navire fait ensuite escale en Jamaïque, Aruba, Carthagène, Rodman, Manta et Cozumel. Au cours de ce déploiement, l'USS Yorktown est le dernier navire de guerre américain à transiter par le canal de Panama avant d'être remis au Panama.
D'octobre 1999 à février 2000, le navire de nouvelles opérations antidrogue. Après un déploiement dans le Pacifique jusqu'au 19 décembre 1999, il opère dans les Caraïbes de février 2000 à février 2004. C'est lors de cette période (février à avril 2002) qu'il prend part aux exercices internationaux UNITAS. De février à septembre 2004, ses zones d'opérations comprennent la Méditerranée, l'océan Indien puis le golfe Persique.

Le Yorktown inactif stationné à Philadelphie le 16 septembre 2022.

Le Yorktown est retiré du service et rayé du Naval Vessel Register le 10 décembre 2004. Dès 2008, il devait être démantelé dans les cinq prochaines années avec ses sisterships Vincennes et Thomas S. Gates. Depuis sa mise hors service, le Yorktown est amarré à l'installation navale de maintenance des navires inactifs à Philadelphie, en Pennsylvanie,.
Le 16 septembre 2022, le Yorktown commence son voyage vers Brownsville, au Texas, où il sera mis au rebut. Il arrive à sa destination finale le 29 novembre 2022.

## Décorations
- 3 Joint Meritorious Unit Awards – (1990, 1991, 1997)[2]
- 4 Navy Unit Commendations[2]
- 1 Meritorious Unit Commendations[2]
- 7 Battle Efficiency (Navy E) Ribbons – (1985, 1987, 1993, 1994, 1997, 1999, 2002)[2]
- 1 Navy Expeditionary Medal[2]
- 2 National Defense Service Medal
- 1 Humanitarian Service Medal – (1998)[2]
- 1 Armed Forces Service Medal[2]
- 2 Coast Guard Special Operations Service Ribbon – (1990, 2002)[2]
- Sea Service Deployment Ribbon
- Marjorie Sterrett Battleship Fund Award (en) – (1992)
- James F. Chezek Memorial Gunnery Award – (1987)
- "Old Crow's" award for Electronic Warfare excellence – (1991)

| Bronze oak leaf cluster · Bronze oak leaf cluster | Bronze star · Bronze star · Bronze star |             |
|                                                   |                                         | Bronze star |
|                                                   |                                         | Bronze star |